# Бански конгрес (1908)
Банският конгрес, известен и като Пирински или Майски, е конгрес на левицата във Вътрешната македоно-одринска революционна организация, състоял се през май 1908 година в Банско, тогава в Османската империя.
След фактическото разцепление на ВМОРО и Кюстендилския конгрес на десницата през март, през май същата година се провежда общ конгрес на неприсъствалите в Кюстендил делегати от Серския и Струмишкия и един представител от Одринския революционен окръг.
| - Серски революционен окръг - Яне Сандански - Чудомир Кантарджиев - Александър Буйнов - Стойо Хаджиев - Георги Скрижовски - Тодор Паница | - Струмишки революционен окръг - Христо Чернопеев - Петър Китанов - Мирчо Икономов - Михаил Шкартов | - Одрински революционен окръг - Павел Делирадев |

Най-важният въпрос, обсъждан на конгреса в Банско, е по нататъшният ход на борбата за освобождението на Македония. Конгресът е открит от водача на левицата Яне Сандански, който в доклада си говори върху разцеплението в организацията след въстанието, на борбата със сръбската и гръцката пропаганда, на необходимостта от сътрудничество с други революционни движения.
Основният доклад е изнесен от Делирадев. Поддържа се тезата, че идеята за автономия вече не отговаря на политическите условия, а на преден план се прокарва тезата за Балканска федерация и сътрудничество на национално и социалнопотиснатите в имперята. Конгресът взима решение федеративната идея да бъде приета за програма на Серски, Струмишки, Одрински и Солунски революционен окръг.
Взето е и решение за създаване на нова организация – Македоно-одринска революционна организация и да се разпусне четническият институт. По-късно Сярската група около Яне Сандански и Христо Чернопеев влизат в контакт с младотурците и след Младотурската революция минават в легалност и се заемат със създаването на Македоно-одринската революционна организация.